# Erich Wolfgang Partsch
Erich Wolfgang Partsch (* 20. April 1959 in Wien; † 3. Dezember 2014 ebenda) war ein österreichischer Musikwissenschaftler.

## Leben
Erich Wolfgang Partsch ließ sich an der Hochschule für Musik und darstellende Kunst Wien bei Karl Scheit zum Gitarristen ausbilden und studierte zugleich Musikwissenschaft und Pädagogik an der Universität Wien, wo er 1983 mit der Dissertation zum Thema Artifizialität und Manipulation: Studien zur Genese und Konstitution der "Spieloper" bei Richard Strauss unter besonderer Berücksichtigung der "Schweigsamen Frau" promoviert wurde. Zu dieser Zeit unterrichtete er Gitarre (bis 1989). Von 1984 bis 2005 lehrte er auch am Franz Schubert Konservatorium. Seit 1988 wirkte er als Wissenschaftlicher Mitarbeiter im Anton Bruckner Institut Linz (ABIL), später dann in der Kommission für Musikforschung der Österreichischen Akademie der Wissenschaften. Ab 1990 war Partsch zugleich als Mitarbeiter und ab 1996 als Vizepräsident der Internationalen Gustav Mahler Gesellschaft (IGMG) aktiv. Er wurde am Ottakringer Friedhof bestattet.